# Psychotria glandulifera
Psychotria glandulifera là một loài thực vật có hoa trong họ Thiến thảo. Loài này được Thwaites ex Hook.f. miêu tả khoa học đầu tiên năm 1880.